# Tetsuji Shioda

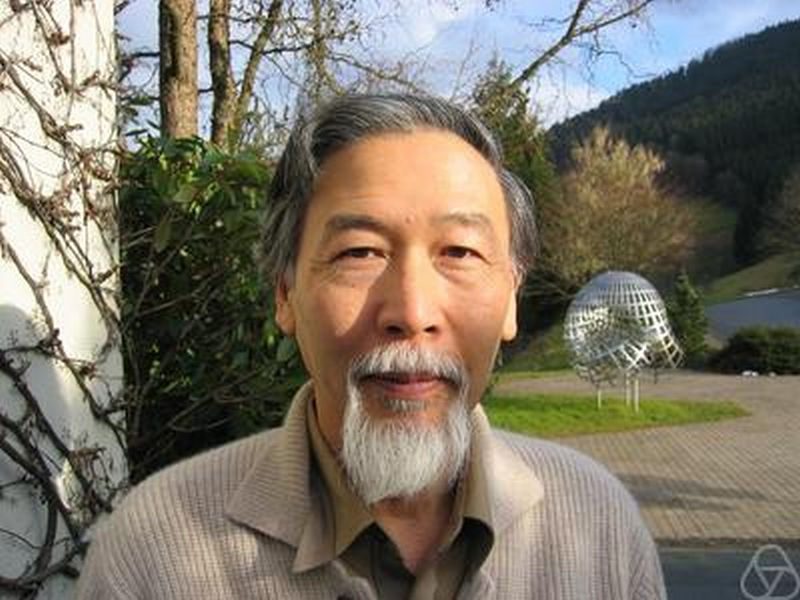
Tetsuji Shioda, 2005

Tetsuji Shioda (jap. 塩田 徹治, Shioda Tetsuji; * 1940) ist ein japanischer Mathematiker, der sich mit arithmetischer und algebraischer Geometrie befasst.
Shioda wurde 1967 bei Jun-ichi Igusa an der Johns Hopkins University promoviert. Er ist Professor an der Rikkyō-Universität.
Er wandte unter anderem Mordell-Weil-Gitter aus der Zahlentheorie auf dichteste Kugelpackungen an. Shioda Modulflächen sind nach ihm benannt.
1990 erhielt er den Herbstpreis der  Japanischen Mathematischen Gesellschaft. 1990 war er Gastredner auf dem Internationalen Mathematikerkongress in Kyoto (Theory of Mordell-Weil lattices).

## Schriften
- mit Matthias Schütt: Mordell-Weil Lattices, Ergebnisse der Mathematik und ihrer Grenzgebiete, Springer 2019